# Grant Aviation
Grant Aviation – amerykańska linia lotnicza z siedzibą w Anchorage, w stanie Alaska.

## Flota
| Typ                | Liczba | Liczba pasażerów |
| ------------------ | ------ | ---------------- |
| Beech BE-200       | 2      | 9                |
| Cessna 207         | 14     | 6                |
| Cessna 208         | 7      | 9                |
| Piper PA-31 Navajo | 7      | 9                |